# Нишки кадилук
Нишки кадилук  (тур. kadılık, од kadı — „судија” према арап. qaḍā’ — „суђење”), у Османском царству било је једно од подручје судијске властикадије (судије), на територији данашње Србије. Кадије су, уз судијску власт, са кајмеком (у управном) и муселимом (у извршном погледу били надлежне и за војну и грађанско-управну власт, и контролу спровођења законитости свих правних аката, тако да је кадилук  био стварна управна јединица у Османском царству,  на којој се протезала стварна и територијална надлежност једног кадије. Како су кадије у османском државном систему били првенствено представници судства, тако је и кадилук био јединица османског судског система.
Према томе како су кадије у Османском царству имале веома широке чисто административне надлежности, Нишки кадилук је чинила територија на коју се протезала надлежност Нишког кадије односно у свим нижим административна јединица  где је било муслимана.

## Организација
Нишки кадилук се састојао од више нахија, као основних редовних управних јединица, 18 турских нахија (различите величине територије), укључујући и  Нишка нахију у којој је с краја 15. века живело 3.237 обичних и 211 удовичких домаћинстава ромских хришћана.
Нишки кадилук је био у саставу Нишког санџака као више административне јединице Османског царства од 15 века до 1878. године, прво у саставу Румелијског пашалука. Границе су му се мењале, а више пута је био укидан и поново осниван. Године 1846. је уздигнут је у ранг пашалука (административну јединицу првог нивоа). Након 18 година постојања Нишки пашалук је укинут, а његова територија је прво припојена Дунавском, затим Призренском и на крају Косовском вилајету.
Током 19. века османски Ниш био је седиште пет нивоа администрације, као центар:
- нахије,
- кази/кадилука (мудирлук),[а]
- санџака/ливе,
- ејалета/вилајета
- повременог боравка румели валије.

Промене у Румелији које су га у овом веку захватиле датирају из периода након османско-аустријског рата 1788–1791. године.  У то време једна од каза/кадилука под управом београдског везира била је и каза Ниш.  Она је из Смедеревског санџака изузета 1804. године.
Све док је гравитирао према Софијском санџаку, Ниш је имао статус седишта кази/кадилука, територијалне јединице коју чини група нахија.  Као такав, он је имао јурисдикцију над Нишком нахијом и оним нахијама које су му биле потчињене као судском центру (кадилуку).
У периоду након слома Првог српског устанка (1813) османска власт извршила је обнову административног уређења Србије, коју су пореметиле борбе са устаницима.  Пошто је у то време обновљена улога ранијих административних седишта, и Нишкој кази/кадилуку је рестаурирана надлежност коју је до 1804. године имала. С тим у вези, њој је била враћена и Алексиначка нахија на северу.

## Границе и размештај с почетка 19. века
У односу на суседне управне јединице у Румелији. На северу Нишка каза/кадилук граничила се са Ражањском нахијом, а на североистоку и истоку са нахијом Бања. Југоисточно од Нишке казе налазила се Пиротска нахија.223 Са западне и јужне стране Нишка каза/кадилук граничила са територијом Алаџахисарског санџака. Његов домен протезао се од Крушевца преко Прокупља и Куршумлије до Лесковца, тако да се Нишка каза/кадилук међила са Прокупачком казом на западу и Лесковачком на југу.

## Епилог
Уласком српске војске у Ниш током Другог српског-турског рата, османска власт у овом граду престаје да постоји (11. јануар 1878).
Међутим, пошто су територије које је освојила Србија технички све до Санстефанског мира, односно Берлинског конгреса, биле део Османског царства, сачувани су подаци који се односе на Нишки санџак у последњим месецима османске управе. По овим подацима, Нишки санџак чиниле су четири казе/кадилуци, 120 села и осамдесет пет чифлука. Бројао је 21.318 домаћинства и 143.813 становника. Након тога, као административно подручје, Ниш после готово пет векова заувек нестаје из дефтера Османског царства.

## Нишки кадилук у пописима

### Попис из 1498.
Према попису Нишког кадилука који носи датум треће декада великог шабана 903. године по хиџри, или 14. до 23. априла 1498 године по јулијанском календару, који је саставио Мехмед, син Ибрахима, а усвојству емина био је Пир Мехмед, син Мехмед Хамала. Дефтер почиње кануном за Ниш, а затим следи наслов:
Дефтер имена раје Ниша, у ливи Смедерево, са приходима од хасова мириливе, заима и тимара спахија у поменутом вилајету.
Највећи феудални посед у кадилуку био је хас смедеревског санџак-бега коме је припадао и сам град Ниш. Осим овог хаса у кадилуку Ниш убележена су још и три зеамета, док је сва остала миријска земта, подељена на тимаре, била у рукама спахија. Укупно је било 43 тимара, од којих су 2 били заједнички  (шест су уживала по двојица, а један тројица спахија).
Сах смедеревског санџак-бега у кадилуку Ниш састојао се од једног шехера,19 села, манастира, са 123 муслиманске и 809 хришћанских кућа, као и 303 самачких 11  удовичких домаћинстава.
Приход бега у самом Нишу састојао се од 3 муслиманске махале са 17 куће, као и џематом текјеџија од 17 кућа и укупним приходом од муслиманског становништва, који је износио 169.901 акчу.
По овом попису Нишки кадилук је имао 9 ромских катуна са 294 обична и 5 удовичких домаћинстава. Под претпоставком да је свако домаћинство у просеку имало пет чланова, а удовица четири члана, онда је нишки кадилак тада имао 1.490 Рома. Већина њих су били православни хришћани, који су живели у катуну Димитрија Малог са 39 кућа, катуну Тодора, сина Станимира, са 13 кућа и једном удовицом, катун Димитрија Дража, сина Тодоровог, са 45 кућа, катун Радића, сина Берисаља, са 85 кућа и три удовице, катун Мутје, син Мило, са 46 кућа, катун Дује, син Душа, са 18 кућа, катун Степан, син Дичко, са 20 кућа. Поред ових, постојали су и чисто муслимански катуни, и то катун Марка Мустафе са 13 кућа и једном удовицом и катун Алије, сина Хусеина преобраћеника, са 15 кућа.

### Попис из 1710.
У нишком кадилуку 1710. године пописано је укупно 1.038 пореских обвезника: 483 у самом Нишу и 524 у околним селима Нишке нахије. Становништво Ниша чинило је 334 муслимана, од којих је 10 Рома у гарнизону, и још 29 Рома номада, који су давали цигански данак и 120 Срба. Велики број Рома, мобилисаних у редове турске војске, страдао у аустро-турском рату.
У 106 села нишке нахије живели су искључиво Срби, њих 524, међу којима 14 удовица и 15 неспособних за привређивање. Само један становник Душника је записан да је воденичар.
У нишкој нахији пописана су само 3 свештеника: у Нишу, Доњем Матејевцу и Горњем Крчимиру.
Статус дервена имала су села Дехан (Дејан) и Крушевица имала су статус дервенских. Највеће село је било је Доњи Матејевац са 15 поданика, затим Дехан са 11 дервенџија. Следе село Горњи и оба Малче, са 10 итд.
Да би стање у Нишкој нахији одговарало званичној процени, она је 1710. године морала да има више од 1.150 српских поданика, али је он имала свега 664.  Како је у међувремену број градских Срба у Нишу увећан за 15 кућа његова Варош је имала 1710. године. 109 поданика и још 11 раје и удовица, настањених у муслиманским махалама.
Становништво Ниша чинило је 334 муслимана, од чега 10 Рома у гарнизону и још 29 Рома номада, који су давали цигански данак и 120 Срба. За време турске владавине Ниш је био град, где су поред Турака и Срба живели Арапи, Грци-Цинцари, Јевреји, Бугари, Арнаути и други.